# Midijob
Als Midijob bezeichnet man in Deutschland seit 2003 ein Beschäftigungsverhältnis mit einem Arbeitsentgelt im Übergangsbereich oberhalb der Minijob-Grenze.
Seit dem 1. Januar 2025 erstreckt er sich von 556,01 bis 2000 Euro (bis Dezember 2024 von 538,01 Euro bis 2.000 Euro).
Anders als eine geringfügige Beschäftigung (Minijob) sind Midijobs in allen Zweigen der gesetzlichen Sozialversicherung versicherungspflichtig. Jedoch hängt im Übergangsbereich der Arbeitnehmeranteil von der Höhe des Bruttoarbeitsentgeltes ab, während der normale Arbeitgeberbeitrag gilt. Bei mehreren Beschäftigungsverhältnissen ist das insgesamt erzielte Arbeitsentgelt maßgebend.
Im Gegensatz zu Minijobs sind Midijobs auch nicht steuervergünstigt, so dass sie auch beim Ehegattensplitting wie alle übrigen Einkünfte, die nicht auf Minijobs beruhen, zur Steuerberechnung herangezogen werden.
Mit Einführung der Gleitzone wollte man 2003 den Wechsel von einer versicherungsfreien in eine versicherungspflichtige Tätigkeit für Arbeitnehmer attraktiver machen, indem man sie nicht mehr mit den vollen Sozialabgaben, also einem Verlust an Nettoeinkommen, belastete, sobald das Arbeitsentgelt die Minijob-Grenze überstieg.

## Ziele
Die Ziele sind,
1. Beschäftigungen attraktiv zu machen, deren Entgelt knapp über der Entgeltgrenze der Minijobs liegt,
2. legale Beschäftigung sozial abzusichern (insbesondere Krankenversicherungsschutz; Entschärfung der „Working Poor“-Problematik),
3. Anreize zur Aufnahme einer Beschäftigung zu erhöhen, um Arbeitslose dem Arbeitsmarkt zuzuführen,
4. den Sozialversicherungen weitere Beitragsquellen zu erschließen.

Da vor dem 1. April 2003 beim Wechsel vom Minijob in besser bezahlte Arbeit durch die Sozialversicherungspflicht die Abgabenlast von 0 % auf rund 21 % des Bruttoverdienstes anstieg, führte man eine Gleitzone ein. Seither steigt der Sozialversicherungsbeitrag der Arbeitnehmer von etwa 0,1 % auf rund 21 % gleichmäßig an (§ 20 Abs. 2 SGB IV).
Die Regelung war Teil des Hartz-Konzeptes (Hartz II) zur Reformierung des Arbeitsmarkts.

## Anwendung
Ein Midijob liegt vor, wenn
1. ein versicherungspflichtiges Beschäftigungsverhältnis aufgenommen wird,
2. die Beschäftigung nicht als Kurzarbeit, stufenweise Wiedereingliederung oder in Altersteilzeit liegt oder der Berufsausbildung (sowie einiger Praktika) dient, und
3. das regelmäßige monatliche Arbeitsentgelt zwischen 556,01 € und 2000 € liegt.

Zum regelmäßigen Arbeitsentgelt gehören auch Einmalzahlungen, auf die ein Rechtsanspruch besteht.
Wird Arbeitsentgelt nicht durchgehend in gleicher Höhe bezahlt, wird der Durchschnitt berechnet.
Bei mehreren sozialversicherungspflichtigen Beschäftigungen muss die Bruttolohn-Summe im Übergangsbereich liegen, andernfalls wird die normale Beitragsberechnung angewandt. Minijobs und Beamtenbezüge werden nicht mitgerechnet.
Überstieg das rentenversicherungspflichtige Arbeitsentgelt Ende 2012 800 €, wurde für Entgelte bis 850 € nach § 276b Abs. 2 SGB VI aus Bestandsschutzgründen ab 2013 in der Rentenversicherung die Gleitzonenregelung nur angewandt, wenn Arbeitnehmer die Geltung der Gleitzonenregelung schriftlich dem Arbeitgeber erklärten. Dies war bis Ende 2014 möglich und galt nur für die Zukunft.
In der Kranken-, Pflege- und Arbeitslosenversicherung gilt kein Bestandsschutz.

## Geschichte
Bis 30. Juni 2019 wurde der Übergangsbereich als „Gleitzone“ bezeichnet. Sie endete ab ihrer Einführung am 1. April 2003 bei 800 Euro, ab 2013 bei 850 Euro.
Die Gleitzone heißt seit 1. Juli 2019 „Übergangsbereich“ und galt bis zum 30. September 2022 bis 1300 Euro. Zwischen dem 1. Oktober 2022 und dem 31. Dezember 2022 galt sie bis 1600 Euro.

## Berechnung der Sozialversicherungsbeiträge
Die Beiträge werden jeweils für Krankenversicherung, Pflegeversicherung, Rentenversicherung und Arbeitslosenversicherung getrennt berechnet.

### Zusätzliche Beiträge
Der von den Mitgliedern der gesetzlichen Krankenkassen zu zahlende Zusatzbeitrag (§ 242 SGB V) wird ebenso berechnet wie die anderen Sozialversicherungsbeiträge. Mitglieder der gesetzlichen Pflegeversicherung, die kinderlos und älter als 23 Jahre sind, müssen einen zusätzlichen Beitrag von 0,25 % des Bemessungsentgeltes entrichten.

### Umlagebeiträge zu den Ausgleichsverfahren
Vom Arbeitgeber zu tragende Umlagebeiträge zu den Ausgleichsverfahren nach dem Aufwendungsausgleichsgesetz sind nach den Bemessungsentgelten zu berechnen, nach denen der Rentenversicherungsbeitrag zu berechnen ist.
Zwischen 538,01 und 2000 Euro wird die Umlage nicht auf den vollen Bruttolohn bezahlt, sondern auf das Gleitzonenentgelt.

### Beispiel für das Jahr 2024
Das folgende Berechnungsbeispiel bezieht sich auf das Jahr 2024.
- Das Bruttoarbeitsentgelt des Midijobs sei 650,00 € monatlich.
- Der Arbeitnehmer hat keine Kinder und ist mindestens 23 Jahre alt. Er ist außerhalb des Landes Sachsen beschäftigt. Sein Zusatzbeitrag zur Krankenversicherung beträgt 1,7 %.
- Es besteht Kranken-, Pflege-, Renten- und Arbeitslosenversicherungspflicht

Arbeitnehmeranteil an der Sozialversicherung
- Rentenversicherung: 14,25 Euro im Monat
- Arbeitslosenversicherung: 1,99 Euro im Monat
- Krankenversicherung einschließlich Zusatzbeitrag: 12,48 Euro im Monat
- Pflegeversicherung: 5,56 Euro im Monat
- Arbeitnehmeranteil gesamt: 34,28 Euro im Monat

Arbeitgeberanteil an der Sozialversicherung
- Rentenversicherung: 77,51 Euro im Monat
- Arbeitslosenversicherung: 10,83 Euro im Monat
- Krankenversicherung einschließlich Zusatzbeitrag: 67,92 Euro im Monat
- Pflegeversicherung: 14,18 Euro im Monat
- Arbeitgeberanteil gesamt: 170,44 Euro im Monat

## Auswirkungen
Bei nach einem Regelentgelt berechneten Entgeltersatzleistungen wie Krankengeld oder Übergangsgeld dürfen diese Leistungen 90 % eines fiktiven Nettoarbeitsentgeltes nicht übersteigen. Das fiktive Nettoarbeitsentgelt ist das Nettoarbeitsentgelt, das ohne Anwendung der Gleitzonenregelung gelten würde.

## Gesetzliche Fundstellen
Im § 20 SGB IV findet sich die Definition der Gleitzone (Midijob). Die Berechnungsvorschrift ist bei dem jeweiligen Versicherungssystem notiert, im Fall der Rentenversicherung z. B. in § 163 Abs. 10 SGB VI.